# Lieke Klaver
Lieke Klaver (Velsen-Zuid, 20 augustus 1998) is een Nederlandse atlete, die gespecialiseerd is in de sprint. Zij excelleert op de 200 en 400 m. Op het laatste onderdeel werd zij in 2025 Europees indoorkampioene, terwijl zij daarnaast op beide sprintnummers verschillende Nederlandse titels heeft veroverd. Bovendien was zij op de 200 m van januari 2021 tot februari 2023 Nederlands indoorrecordhoudster. Op internationaal niveau heeft zij tot nu toe vrijwel al haar meest aansprekende resultaten geboekt als lid van het Nederlandse team op de 4 × 400 m. In 2021, 2023 en 2025 werd zij hiermee Europees indoorkampioene, in 2022 Europees outdoorkampioene, in 2023 wereldkampioene en in 2024 wereldindoorkampioene. Bovendien veroverde zij op de wereldkampioenschappen in 2022 de zilveren medaille op de 4 × 400 m gemengd. Op beide estafetteonderdelen staan sinds 2021 tevens de Nederlandse records mede op haar naam, die zij vervolgens enkele malen heeft helpen verbeteren. Intussen behoort zij ook op de individuele 400 m tot de wereldtop zoals, naast haar Europese indoortitel in 2025, onder meer haar twee zilveren medailles, behaald tijdens de EK indoor van 2023 en WK indoor van 2024, aantonen. Beide keren eindigde zij achter Femke Bol. Zij nam tweemaal deel aan de Olympische Spelen, waar zij met het Nederlandse team in 2024 op de 4 × 400 m gemengd goud won en op de 4 x 400 m vrouwen zilver.

## Loopbaan

### Eerste titels
Klaver was nog junior, toen zij haar eerste nationale titel bij de senioren veroverde. In 2017, bij de nationale indoorkampioenschappen, werd zij kampioene op de 200 m. Een jaar eerder had zij op ditzelfde onderdeel haar eerste Nederlandse outdoortitel bij de A-junioren behaald. Die titel prolongeerde zij op de NJK van 2017.

### Eerste internationale ervaringen
Inmiddels had Klaver toen haar eerste internationale ervaringen er al opzitten. Want reeds in 2014 nam zij als vijftienjarige deel aan de wereldkampioenschappen voor junioren in Eugene. Daar maakte zij deel uit van het Nederlandse team op de 4 × 100 m estafette, dat als derde in haar serie strandde. Een jaar later was zij ook present op de Europese kampioenschappen voor U20-junioren in Eskilstuna. Op de 200 m bereikte zij de finale, waarin zij als zesde eindigde. Op de 4 × 100 m estafette ging het in de finale bij het overgeven van het stokje tussen Eva Hovenkamp en Lieke Klaver echter mis, waardoor de ploeg niet aan de finish kwam. Eerder tijdens de series had het Nederlandse team de tweede tijd van het hele veld gelopen.
In 2016 maakte Klaver opnieuw deel uit van de 4 × 100 meterploeg op de wereldkampioenschappen voor U20-junioren in Bydgoszcz. Opnieuw ging het mis bij een stokjeswissel en kwam de ploeg niet aan de finish, ditmaal reeds in de series. In 2017 ging het op de EK U20 in Grosseto op de 4 × 100 m estafette bij het wisselen wel goed, want het Nederlandse team met Klaver finishte als achtste. Eerder was zij op de 200 m als zesde geëindigd. 

### Overstap naar 400 m
Richtte Klaver zich aanvankelijk op de 200 m, vanaf 2018 verlegde zij haar focus naar de 400 m, zonder de 200 m uit het oog te verliezen. Eindigde zij in 2018 op dit onderdeel nog op een bescheiden zevende plaats op de Nederlandse kampioenschappen, een jaar later veroverde zij in- en outdoor al enkele NK-medailles. Het leverde haar een plaats op in het nationale team voor de 4 × 400 m estafette, dat eerst uitkwam op de World Athletics Relays in Yokohama en daar verrassend de B-finale won. Dit leidde weer tot toelating tot de wereldkampioenschappen in Doha, waar het Nederlandse viertal een sterk optreden besloot met een zevende plaats en zicht op deelname aan de Olympische Spelen van 2020 in Tokio.

### Doorbraak
In 2020 volgde de definitieve doorbraak van Klaver op de 200 en 400 m. Al tijdens het indoorseizoen maakte zij indruk door de nationale titel op de 400 m te veroveren en daarbij trainingsmaatje en rivale Femke Bol in de eindsprint voor te blijven. Vervolgens slaagde zij erin om in het door de coronapandemie gedecimeerde wedstrijdseizoen op 15 augustus in het Zwitserse La Chaux-de-Fonds de 200 m te winnen in 22,66 s, de derde snelste tijd aller tijden van een Nederlandse en de snelste jaartijd in Europa. Terug in Nederland behaalde zij haar tweede nationale titel van het jaar door op de 200 m met 22,95 het goud te veroveren, om ten slotte tijdens het Golden Gala in Rome, een wedstrijd uit de IAAF Diamond League-reeks, de 400 m te winnen in 50,98. Hiermee was zij de tweede Nederlandse die door de 51-secondenbarrière brak. Eerder was alleen Lisanne de Witte met haar nationale recordtijd van 50,77 sneller geweest.

### Olympisch debuut
Klaver startte het jaar 2021 uitstekend door op 30 januari tijdens een indoorwedstrijd in Wenen twee gedateerde Nederlandse indoorrecords te verbeteren. Op de 200 m dook zij onder het record van Els Vader van 23,34 uit 1988 door 23,17 voor zich te laten noteren en op de 400 m schrapte zij de 51,82 van Ester Goossens uit 1998 uit de boeken en maakte er 51,48 van. Een lang leven was dit laatste record echter niet beschoren, want in een volgende serie dook Femke Bol met 50,96 er alweer ruimschoots onder. Die was hiermee gelijk de snelste Europese atlete sinds 2013. Een week later waren beiden bij een indoorwedstrijd in het Franse Metz alweer sneller. Bol verbeterde haar record op de 400 m van 50,96 naar 50,81 en Klaver op de 200 m van 23,17 naar 23,10. Op de NK indoor verbeterde Klaver zichzelf vervolgens nu weer op de 400 m door 51,21 voor zich te laten afdrukken, maar ze hield er 'slechts' zilver aan over, want Femke Bol troefde haar opnieuw af door te winnen in 50,64, een volgende verbetering van het nationale record. Terwijl Bol die lijn doorzette door vervolgens begin maart op de Europese indoorkampioenschappen in Toruń in 50,63 (haar derde recordverbetering op rij) ook daar het goud voor zich op te eisen, moest Klaver ditmaal genoegen nemen met een vijfde plaats in 52,03. Toch keerde ook zij met goud huiswaarts, want op de 4 × 400 m estafette was het Nederlandse viertal in de samenstelling Lieke Klaver, Marit Dopheide, Lisanne de Witte en Femke Bol in de nationale recordtijd van 3.27,15, tevens een kampioenschapsrecord, te sterk voor de concurrentie. De Britse ploeg bleef op ruim een seconde achterstand nog het dichtst in de buurt en behaalde het zilver, terwijl het Poolse team voor eigen publiek het brons veroverde. 
Het buitenseizoen ging voor Klaver al begin mei van start met haar deelname als lid van de Nederlandse estafetteploeg op de 4 × 400 m aan de World Athletics Relays 2021 in het Poolse Chorzów. Met een vierde plaats viel het viertal net buiten de medailles. De maand erna werd zij bij de FBK Games op de 400 m derde in 51,46. Nog geen week later kwam zij bij wedstrijden in Genève tot een evenaring van haar PR van 50,89, dat zij het jaar ervoor in Rome had gelopen. Op de NK in Breda koos zij vervolgens voor de 200 m, waarop zij achter Jamile Samuel naar het zilver snelde in 23,04. Het was de opmaat naar de Olympische Spelen van Tokio, waar Klaver haar olympisch debuut maakte op de 4 × 400 m estafette. Ze maakte er deel uit van de estafetteteams op de 4 × 400 m gemengd, een nieuw onderdeel in het wedstrijdprogramma, en de 4 × 400 m voor vrouwen. Op de gemengde estafette werd het Nederlandse team in de samenstelling Liemarvin Bonevacia, Lieke Klaver, Femke Bol en Ramsey Angela vierde in de nationale recordtijd van 3.10,36, 0,14 seconden achter de winnaars van het brons, de Verenigde Staten. Op de estafette voor vrouwen kwam het Nederlandse viertal, naast Klaver bestaande uit Lisanne de Witte, Laura de Witte en Femke Bol, in de finale als zesde aan de finish in de nationale recordtijd van 3.23,74.

### Zilver op WK indoor 2022
In 2022 eindigde Klaver bij de NK indoor op de 400 m opnieuw achter Femke Bol, die ditmaal 50,30 als winnende tijd liet noteren, terwijl Klaver in 51,20 een honderdste seconde sneller was dan het jaar ervoor. De volgende proeve van bekwaamheid vormden in maart de wereldindoorkampioenschappen in Belgrado, waar zij uitkwam op de 400 m en de 4 × 400 m. Op het individuele onderdeel kwalificeerde Klaver zich met haar tijden van 51,96 en 51,81 probleemloos voor de volgende ronde. In de finale kwam ze bij het ingaan van de laatste ronde in het gedrang terecht en had zij niet meer de kracht om nog op te schuiven. Zij finishte in de race, die Femke Bol achter winnares Shaunae Miller-Uibo in 50,57 zilver opleverde, als zesde in 52,67. Na afloop overheerste de trots: "Ik ben zesde van de wereld, dat is vet goed! Twee Nederlandse vrouwen in de finale is nog nooit gebeurd. Dat Femke nu zilver haalt vind ik zo knap." Later in het toernooi veroverde ook Klaver haar zilveren medaille door op de 4 × 400 m estafette samen met Eveline Saalberg, Lisanne de Witte en Femke Bol vlak achter het in 3.28,40 winnende Jamaicaanse viertal te finishen in 3.28,57.

### Opmaat naar WK
In het buitenseizoen stonden zowel een WK als een EK geprogrammeerd. Eerstgenoemd toernooi had oorspronkelijk gepland gestaan voor 2021; door de coronapandemie was het echter een jaar opgeschoven en zou nu in juli plaatsvinden. Klaver wilde dus al vroeg in het seizoen haar vorm testen en nam daarom eind mei deel aan de Golden Spike Ostrava, waar zij uitkwam op de 400 m. Ze bereikte er een vierde plaats in 50,90, waarmee zij al direct haar PR van 50,98 uit 2020 verbeterde. Begin juni volgden de FBK Games, waar zij in kille, regenachtige omstandigheden op de 400 m als tweede achter Femke Bol eindigde. Vervolgens nam zij in de tweede helft van juni deel aan de Meeting de Paris, wat een verdere verbetering van haar PR opleverde, want ze werd er vijfde in 50,80. Een week later vonden de NK in Apeldoorn plaats, waar zij op de 200 m uitkwam en in 22,74 haar tweede titel op dit onderdeel veroverde. Ze versloeg hierbij Femke Bol, die in 23,05 genoegen moest nemen met het zilver. Daarna was het weer de beurt aan de Diamond League, want bij de Stockholm Bauhaus Athletics startte zij opnieuw op de 400 m. Met succes, want met een tweede plaats in 50,96 realiseerde zij voor de derde maal binnen een maand een tijd binnen de 51 seconden.

### WK: vierde op de 400 m
Op de wereldkampioenschappen in Eugene in juli leverde Klaver recordprestaties. 
Het eerste van de drie onderdelen waaraan zij deelnam was de 4 × 400 m gemengd. Het Nederlandse team, in de samenstelling Liemarvin Bonevacia, Lieke Klaver, Tony van Diepen en Femke Bol, veroverde het zilver in de nationale recordtijd van 3.09,90. Vervolgens was de 400 m individueel aan de beurt, waarop Klaver in alle drie haar races onder het Nederlandse record van Femke Bol van 50,37 uit 2021 bleef: eerst verbeterde zij dat in haar serie tot 50,24, vervolgens maakte zij er in haar halve finale 50,18 van, om ten slotte in de finale vierde te worden in 50,33. Zelf vond ze dat de allermooiste 'rotplek' om op te eindigen: "vierde van de wereld, dat is gigantisch! Ik ben trots op mezelf." Ten slotte kwam zij in actie op de 4 × 400 m estafette als lid van het Nederlandse team, dat verder bestond uit Hanneke Oosterwegel, Cathelijn Peeters en Femke Bol. Bij de wissel tussen Klaver en Peeters ging het echter fout; het stokje viel op de baan en rolde 20 cm verder, voordat Peeters het weer te pakken kreeg. Hoewel de hierdoor opgelopen achterstand door laatste loopster Femke Bol na een gigantische inhaalrace alsnog werd omgezet in een derde plaats, werd het Nederlandse team gediskwalificeerd.

### EK-goud op de 4 × 400 m
Een maand na Eugene volgden alweer de Europese kampioenschappen in München. Klaver koos ervoor om even geen wedstrijden te lopen, maar zich via een gerichte training opnieuw op te laden voor dit toernooi. Er stond haar immers een flinke klus te wachten, want zij zou in actie komen op de 200 m, de 400 m en de 4 × 400 m estafette.
De 400 m was het eerste onderdeel waarop zij uitkwam. Hierin haalde zij de finale en werd ze zesde in 50,56, iets onder het niveau dat ze in Eugene had bereikt. Haar prestatie werd echter compleet overschaduwd door die van haar trainingsmaatje en vriendin Femke Bol, die de finale won in de onwaarschijnlijk snelle tijd van 49,44. Hiermee haalde Bol een dikke streep door haar eigen nationale record van enkele weken eerder, toen zij Lieke Klaver diens record van 50,18 alweer afhandig had gemaakt en op 49,75 had gesteld. Daarmee was zij de eerste Nederlandse geworden die deze afstand binnen de 50 seconden had afgelegd. De 200 m was de volgende opgave. Ook hier bereikte Klaver de finale, waarin ze in 22,88 als vijfde eindigde op ruim een halve seconde achterstand van de Zwitserse winnares Mujinga Kambundji (goud in 22,32). Het hoogtepunt van het toernooi vormde voor Klaver de 4 × 400 m estafette, die plaatsvond op de dag dat de Noord-Hollandse haar 24e verjaardag vierde. In de samenstelling Eveline Saalberg, Lieke Klaver, Lisanne de Witte en Femke Bol snelde het Nederlandse viertal oppermachtig naar het goud, waarbij vooral de eindrush van laatste loopster Bol veel indruk maakte. De tijd van 3.20,87 was een verbetering van bijna drie seconden van het nationale record dat op de Spelen van 2021 in Tokio was gevestigd. 
Klaver sloot haar wedstrijdseizoen af met nog een drietal optredens in Diamond League-wedstrijden.

### Goud en zilver op EK indoor 2023
Het indoorseizoen 2023 stond in het teken van de EK indoor in Istanbul. In de aanloop er naartoe kwam Klaver op 11 februari voor het eerst in actie in Metz, waar zij op de 200 m haar twee jaar eerder op dezelfde plek gelopen nationale record van 23,10 verbeterde tot 22,97. Veel plezier had ze er niet van, want reeds in de volgende serie maakte Femke Bol er 22,87 van. De Amersfoortse bleek in een uitstekende vorm te verkeren, want kort ervoor had ze op de 400 m al een tijd van 49,96 laten noteren, de vierde snelste indoortijd ooit en minder dan vier tiende seconde verwijderd van het wereldindoorrecord uit 1982. Het schepte verwachtingen voor het enkele weken later te houden NK indoor, waar Klaver en Bol beiden op de 400 m zouden uitkomen. Die verwachtingen werden volledig waargemaakt. Want in Apeldoorn groeide door toedoen van beide loopsters de finale van de 400 m uit tot een legendarische race waarin Bol, opgejaagd door Klaver, in 49,26 het wereldindoorrecord van 49,59 van Jarmila Kratochvílová uit 1982 verpulverde. Klaver kwam zelf tot een PR-prestatie van 50,34. Hiermee presenteerde het Nederlandse tweetal zich als de voornaamste kandidates voor eremetaal op de 400 m op de begin maart te houden EK indoor. Ook die verwachting werd waargemaakt: Bol won in Istanbul goud in 49,85, waarmee zij de eerste atlete ooit werd die in één indoorseizoen op de 400 m driemaal binnen de 50 seconden had gelopen; Klaver greep in 50,57 het zilver. Vervolgens vormden beiden, tezamen met Eveline Saalberg en Cathelijn Peeters, het 4 × 400 meterteam dat in de finale van deze estafette vanaf de start aan de leiding ging, die niet meer afstond en naar de prolongatie van de eerder in 2021 behaalde indoortitel snelde in 3.25,66, een nationaal indoorrecord. 

### WK-goud op de 4 × 400 m
Op de wereldkampioenschappen 2023 in Boedapest nam Klaver deel aan drie onderdelen. Op de 4 × 400 m gemengd werd de ploeg in de finale gediskwalificeerd na een val van slotloopster Femke Bol vlak voor de finish. Op de 400 m individueel werd ze zesde in de finale in een tijd van 50,33. Nadat in de series van de 4 × 400 estafette het Nederlandse team, met Lisanne de Witte in haar plaats, zich had gekwalificeerd voor de finale, liep Klaver in die finale, haar zesde race van het toernooi, als tweede loopster met een splittijd van 48,78 de ploeg naar de kop van het veld. Na een spannende eindsprint van laatste loopster Bol won de ploeg en werd wereldkampioen in een Nederlands record van 3.20,72.

### Veelbelovende start van 2024
Lieke Klaver had zich voor het olympische jaar 2024, naast de intussen voorspelbare estafettedoelen op de WK indoor in Glasgow, de EK in Rome en vooral op de Olympische Spelen van Parijs, ook aanvullende doelen gesteld. Tussen alle medailles die zij in laatste jaren had verzameld, zat er nog maar eentje bij die zij op een individueel onderdeel had veroverd, de zilveren medaille van de EK indoor in Istanbul op de 400 m het jaar ervoor. Daar moesten er in 2024 meer van komen. Ze begon dat jaar dan ook al heel vroeg. Van 30 januari tot 10 februari liep ze vijf wedstrijden op vier verschillende plaatsen, met vier keer een 400 m in respectievelijk 50,54, 51,3, 50,57 en 50,50, plus een nationaal indoorrecord van 22,81 op de 200 m, dat haar kort erna door Femke Bol echter alweer werd afgepakt.
Op de NK indoor gebeurde een week later precies, waarvoor het publiek in groten getale op het Apeldoornse Omniversum was afgekomen: de race van Femke Bol en Lieke Klaver op de 400 m werd een kopie van die van 2023, toen Bol dat legendarische wereldindoorrecord liep en Klaver haar indoor-PR verbeterde. Dat gebeurde nu opnieuw, waarbij Bol ditmaal haar eigen wereldrecord aanscherpte tot 49,24 en Klaver haar indoor-PR tot 50,10. Dat beloofde wat voor de WK indoor en ook die verwachting werd waargemaakt. Op de individuele 400 m maakten Bol en Klaver in Glasgow de dienst uit, waarbij het goud naar Bol ging, die haar wereldrecord verder bijstelde tot 49,17, terwijl Klaver in 50,16 het zilver pakte, haar tweede individuele medaille ooit dus. Een dag later kwam er in de finale van de 4 × 400 m nog eens een gouden plak bij, want Bol en Klaver liepen daar samen met Cathelijn Peeters en Lisanne de Witte naar de winst in de nationale recordtijd van 3.25,07. Dit nadat eerder die dag de serie was gewonnen door Myrte van der Schoot, Eveline Saalberg, De Witte en Bol in 3.27,70.
De volgende uitdaging liet niet lang op zich wachten. De vrouwen van de estafetteselectie dienden zich op 4 en 5 mei bij de World Athletics Relays in Nassau, Bahama's op twee estafetteonderdelen te kwalificeren voor de EK in Rome en de Spelen in Parijs. De ploeg voor de 4 × 400 m gemengde estafette moest kwalificatie afdwingen, terwijl op de 4 × 400 m voor vrouwen de in 2023 verworven kwalificatie moest worden bevestigd. Op beide estafetteonderdelen was een rol voor Klaver weggelegd. Op de 4 × 400 m gemengd slaagden Isayah Boers, Lieke Klaver, Isaya Klein Ikkink en Femke Bol erin om op de eerste dag hun serie te winnen in 3.12,16, waarna zij een dag later in de finale in dezelfde samenstelling tweede werden achter het Amerikaanse team in 3.11,45. Dit deel van de missie was dus geslaagd. Intussen moesten de overige vrouwen van de selectie, te weten Eveline Saalberg, Myrte van der Schoot, Lisanne de Witte en Cathelijn Peeters de serie op de 4 × 400 m voor vrouwen voor hun rekening nemen. Dat mislukte in eerste instantie, want om in de finale te komen had dit viertal in hun serie bij de eerste twee moeten eindigen. Het werd echter een derde plaats in 3.28,10. Nu kwam het erop aan om in de herkansingsronde bij de eerste twee te eindigen. Dat lukte wel, want ditmaal won het viertal deze race in 3.27,45. Ook op dit onderdeel stond nu deelname aan de twee belangrijkste toernooien van 2024 vast.

### Goud en tweemaal brons op EK 2024
In de week voorafgaand aan de EK in Rome nam Klaver nog deel aan een 400 m bij de Bislett Games, onderdeel van de Diamond League. Ze werd er vierde in 50,62. Van de atletes die haar in Oslo voorafgingen zou alleen de Poolse Natalia Kaczmarek een van haar tegenstandsters zijn in Rome. Wilde zij daar opnieuw een individuele medaille veroveren, dan wist de Nederlandse dus wat haar te doen stond.
Op de EK kwam zij echter eerst in actie op de 4 × 400 m gemengde estafette, waarin direct finale werd gelopen. Samen met Liemarvin Bonevacia, Isaya Klein Ikkink en Femke Bol veroverde zij in 3.10,73 de bronzen medaille achter de teams van Ierland en Italië. Twee dagen later won zij op de 400 m haar halve finale (de series mocht zij overslaan) in 50,57, de op een na snelste tijd van alle deelneemsters. De winnaressen van de twee andere halve finales waren Rhasidat Adeleke in 50,54 en Natalia Kaczmarek in 50,70. In de finale een dag later waren dat precies de twee die Klaver de voet dwars zetten naar het goud door allebei hun nationale records te verbeteren. Kaczmarek won in 48,98 (voor het eerst onder de 49 seconden) en Adeleke werd tweede in 49,07. Klaver liep naar het brons in 50,08, haar beste tijd van het jaar. Haar doelstelling om ook op dit toernooi een individuele medaille te veroveren, was in elk geval geslaagd. Een dag later zorgden de overige loopsters van de 400 meter-selectie, Eveline Saalberg, Anne van de Wiel, Myrte van der Schoot en Lisanne de Witte ervoor dat de finale van de 4 × 400 m estafette werd bereikt. Daarin liepen achtereenvolgens Klaver, Peeters en De Witte zo sterk, dat Bol het stokje in leidende positie in handen kreeg. Die stelde vervolgens, gecontroleerd lopend, de overwinning veilig in 3.22,39. Na een jaar eerder de Europese indoortitel te hebben geprolongeerd, was nu ook prolongatie van de Europese outdoortitel een feit, waarmee de overmacht van Nederland in Europa op dit estafetteonderdeel nog eens werd onderstreept. Voor Klaver was het de eerste gouden van de in totaal drie medailles die zij op dit toernooi veroverde.

### Olympische Spelen in Parijs 2024
Op 3 augustus 2024 won Klaver op de Olympische Spelen van Parijs goud op de 4 × 400 m gemengde estafette, samen met Eugene Omalla, Isaya Klein Ikkink en Femke Bol. Cathelijn Peeters liep in de voorronde in plaats van Bol. Met de winnende tijd van 3.07,43 bleef het Nederlandse team 0,02 seconden verwijderd van het door het Amerikaanse team in de series gelopen wereldrecord. Het was echter wel een aanzienlijke verbetering van het Europese record van 3.09,87, dat sinds 2021 op naam had gestaan van een Pools team. Op de individuele 400 m reikte ze tot de halve finale.
Op 10 augustus 2024 won ze zilver met Femke Bol, Cathelijn Peeters en Lisanne de Witte op de 4 × 400 meter vrouwen estafette. Een dag eerder liep zij de serie samen met Eveline Saalberg, Myrte van der Schoot en Lisanne de Witte.

### Club en privé
Klaver is lid van SAV in Grootebroek en heeft een relatie met atleet Terrence Agard. In augustus van 2024 betrokken de twee samen hun appartement in Arnhem.

## Kampioenschappen

### Internationale kampioenschappen
| Onderdeel         | Titel                    | Jaar             |
| ----------------- | ------------------------ | ---------------- |
| 400 m             | Europees indoorkampioene | 2025             |
| 4 x 400 m         | Wereldkampioene          | 2023             |
| 4 x 400 m         | Wereld indoorkampioene   | 2024             |
| 4 x 400 m         | Europees kampioene       | 2022, 2024       |
| 4 x 400 m         | Europees indoorkampioene | 2021, 2023, 2025 |
| 4 × 400 m gemengd | Olympisch kampioene      | 2024             |

### Nederlandse kampioenschappen
Outdoor
| Onderdeel | Jaar             |
| --------- | ---------------- |
| 200 m     | 2020, 2022, 2025 |

Indoor
| Onderdeel | Jaar       |
| --------- | ---------- |
| 200 m     | 2017       |
| 400 m     | 2020, 2025 |

## Persoonlijke records
Outdoor
| Onderdeel | Prestatie          | Datum            | Plaats  |
| --------- | ------------------ | ---------------- | ------- |
| 100 m     | 11,33 s (-0,2 m/s) | 28 juli 2023     | Breda   |
| 150 m     | 16,89 s (+0,6 m/s) | 8 september 2020 | Ostrava |
| 200 m     | 22,46 s (+1,2 m/s) | 25 juni 2023     | Chorzów |
| 400 m     | 49,58 s            | 20 juli 2024     | Londen  |

Indoor
| Onderdeel | Prestatie | Datum            | Plaats    |
| --------- | --------- | ---------------- | --------- |
| 60 m      | 7,41 s    | 1 februari 2020  | Apeldoorn |
| 200 m     | 22,81 s   | 3 februari 2024  | Metz      |
| 400 m     | 50,10 s   | 18 februari 2024 | Apeldoorn |

## Prestatieontwikkeling
Beste seizoenprestaties
| Jaar | 60 m indoor | 100 m | 200 m | 200 m indoor | 400 m | 400 m indoor |
| ---- | ----------- | ----- | ----- | ------------ | ----- | ------------ |
| 2012 | 8,11        |       |       |              |       |              |
| 2013 | 7,97        | 12,65 |       |              |       |              |
| 2014 | 7,84        | 12,08 | 24,40 |              |       |              |
| 2015 |             | 11,89 | 24,03 |              |       |              |
| 2016 | 7,59        | 11,98 | 24,00 | 24,59        |       |              |
| 2017 | 7,48        | 11,74 | 23,84 | 23,82        |       |              |
| 2018 | 7,67        | 11,49 | 23,62 |              | 54,41 |              |
| 2019 |             | 11,46 | 23,35 |              | 53,18 | 53,47        |
| 2020 | 7,41        | 11,54 | 22,66 |              | 50,98 | 52,45        |
| 2021 |             | 11,46 | 22,83 | 23,10        | 50,98 | 51,21        |
| 2022 |             | 11,46 | 22,71 | 23,27        | 50,18 | 51,20        |
| 2023 |             | 11,33 | 22,46 | 22,97        | 49,81 | 50,34        |
| 2024 |             | 11,33 | 22,72 | 22,81        | 49,58 | 50,10        |
| 2025 |             |       | 22,59 | 23,10        | 50,11 | 50,38        |

Donkergrijs: Persoonlijk record

## Palmares

### 100 m
- 2023:  NK – 11,36 s (-0,6 m/s) (in ½ fin. 11,33 s)
- 2024: 4e NK – 11,49 s (+1,2 m/s) (in ½ fin. 11,38 s)

### 200 m
- 2015: 6e EK U20 te Eskilstuna – 23,69 s (in ½ fin. 23,54 s)
- 2017:  NK indoor – 23,82 s
- 2017: 6e EK U20 te Grosseto – 24,06 s
- 2020:  NK – 22,95 s (+1,8 m/s)
- 2021:  NK – 23,04 s (+0,5 m/s)
- 2022:  NK – 22,74 s (-0,9 m/s) (in ½ fin. 22,71 s; +0,1 m/s)
- 2022: 5e EK - 22,88 s
- 2023:  FBK Games - 22,51 s (+1,4 m/s)
- 2023:  EK voor landenteams in Chorzów - 22,46 s
- 2024:  NK - 22,72 s (+1,9 m/s)
- 2025: 4e FBK Games - 23,40 s (-0,5 m/s)
- 2025: 4e EK landenteams First League in Madrid - 22,59 s (+0,8 m/s)
- 2025:  NK – 22,82 m (+0,9 m/s)

### 400 m
- 2018: 7e NK – 54,55 s
- 2019:  NK indoor – 53,47 s
- 2019:  FBK Games - 53,24 s
- 2019:  NK – 53,18 s
- 2020:  NK indoor – 52,45 s
- 2021:  NK indoor – 51,21 s
- 2021: 5e EK indoor – 52,03 s
- 2021:  FBK Games – 51,46 s
- 2022:  NK indoor – 51,20 s
- 2022: 6e WK indoor – 52,67 s (in ½ fin. 51,81 s)
- 2022: 4e Golden Spike Ostrava - 50,90 s
- 2022:  FBK Games – 51,34 s
- 2022: 4e WK – 50,33 s (in ½ fin. 50,18 s = NR)
- 2022: 6e EK – 50,56 s
- 2023:  NK indoor – 50,34 s
- 2023:  EK indoor – 50,57 s
- 2023: 6e WK – 50,33 s (in ½ fin. 49,87 s)
- 2024:  NK indoor – 50,10 s
- 2024:  WK indoor – 50,16 s
- 2024:  EK – 50,08 s
- 2024: 4e in ½ fin. OS – 50,44 s (in serie 49,96 s)
- 2024: 5e Athlos NYC – 51,82 s
- 2025:  NK indoor – 51,11 s
- 2025:  EK indoor – 50,38 s
- 2025:  Gyulai István Memorial - 50,11 s

Diamond League-resultaten
- 2020:  Stockholm Bauhaus Athletics – 52,35 s
- 2020:  Golden Gala – 50,98 s
- 2021:  Müller Grand Prix Gateshead - 52,03 s
- 2021:  Müller Anniversary Games – 51,54 s
- 2021: 6e Athletissima - 51,73 s
- 2021: 7e Weltklasse Zürich - 51,09 s
- 2022: 5e Meeting de Paris - 50,80 s
- 2022:  Stockholm Bauhaus Athletics - 50,96 s
- 2022: 6e Athletissima - 51,15 s
- 2022: 6e Memorial Van Damme - 50,87 s
- 2022: 7e Weltklasse Zürich - 51,55 s
- 2023: 5e Meeting de Paris - 50,32 s
- 2023:  Kamila Skolimowska Memorial - 49,81 s
- 2023:  Herculis - 49,99 s
- 2023:  Memorial Van Damme - 50,16 s
- 2023:  Prefontaine Classic - 50,47 s
- 2024: 4e Bislett Games - 50,62 s
- 2024: 6e Meeting de Paris - 50,89 s
- 2024:  Herculis - 49,64 s
- 2024:  London Grand Prix - 49,58 s
- 2024: 7e Kamila Skolimowska Memorial - 50,46 s
- 2024: 5e Memorial Van Damme - 51,69 s
- 2025:  Qatar Athletic Super Grand Prix - 51,12 s
- 2025: 5e Bislett Games - 50,64 s
- 2025: 4e Stockholm Bauhaus Athletics - 50,35 s
- 2025: 7e Meeting de Paris - 50,26 s
- 2025: 5e Herculis - 50,23 s
- 2025: 8e Kamila Skolimowska Memorial - 50,53 s
- 2025:  Athletissima - 50,17 s

### 4 × 100 m
- 2014: 3e in serie WK U20 – 45,29 s
- 2015: DNF EK U20 (in serie 44,86 s)
- 2016: DNF WK U20 te Bydgoszcz
- 2017: 8e EK U20 – 45,06 s
- 2023:  EK voor landenteams in Chorzów - 42,61 s
- 2023: DNF WK
- 2025:  EK landenteams First League in Madrid - 42,02 s (NR)

Diamond League-resultaten
- 2022:  Athletissima - 43,02 s
- 2025:  Athletissima - 42,60 s

### 4 × 400 m
- 2019:  B-fin. World Athletics Relays – 3.29,03
- 2019: 7e WK – 3.27,89 (in serie 3.27,40)
- 2021:  EK indoor – 3.27,15 (NR)
- 2021: 4e World Athletics Relays - 3.30,12
- 2021: 6e OS - 3.23,74 (NR)
- 2022:  WK indoor – 3.28,57
- 2022: DQ in serie WK
- 2022:  EK – 3.20,87 (NR)
- 2023:  EK indoor - 3.25,66 (NR)
- 2023:  WK - 3.20,72 (NR)
- 2024:  WK indoor – 3.25,07 (NR)
- 2024:  EK - 3.22,39
- 2024:  OS - 2.19,50 (NR)
- 2025:  EK indoor - 3.24,34 (NR)

### 4 × 400 m gemengd
- 2021: 8e World Athletics Relays - 3.21,02[9]
- 2021: 4e OS - 3.10,36 (NR)
- 2022:  WK – 3.09,90 (NR)
- 2023: DNF WK (in serie 3.12,12)
- 2024:  World Athletics Relays - 3.11,45
- 2024:  EK - 3.10,73
- 2024:  OS - 3.07,43 (ER)

## Onderscheidingen
- Sportploeg van het jaar (4 × 400 m) - 2022, 2023
- Ridder in de Orde van Oranje-Nassau - 13-08-2024
- Zilveren erepenning van Enkhuizen - 2024

- World Athletics: 14560483

2020: Karol Zalewski, Natalia Kaczmarek, Justyna Święty-Ersetic, Kajetan Duszyński · 
2024: Eugene Omalla, Lieke Klaver, Isaya Klein Ikkink, Femke Bol
1983: Walther, Busch, Koch, Rübsam ·
1987: Neubauer, Emmelmann, Schersing, Busch ·
1991: Ledovskaja, Dzjigalova, Nazarova, Bryzgina ·
1993: Torrence, Malone-Wallace, Kaiser-Brown, Miles-Clark ·
1995: Graham, Stevens, Jones, Miles-Clark ·
1997: Feller, Rohländer, Rücker, Breuer ·
1999: Tsjebykina, Gontsjarenko, Kotljarova, Nazarova ·
2001: Richards, Scott, Parris, Fenton ·
2003: Barber, Washington, Richards, Miles-Clark ·
2005: Petsjonkina, Krasnomovets, Antjoech, Pospelova ·
2007: Trotter, Felix, Wineberg, Richards ·
2009: Dunn, Felix, Demus, Richards ·
2011: Richards-Ross, Felix, Beard, McCorory ·
2013: Goesjtsjina, Firova, Ryzjova, Krivosjapka ·
2015: Day, Jackson, McPherson, Williams-Mills ·
2017: Hayes, Felix, Wimbley, Francis ·
2019: Francis, McLaughlin, Muhammad, Jonathas ·
2022: Diggs, Steiner, Wilson, McLaughlin ·
2023: Saalberg, Klaver, Peeters, Bol